# Бейляров, Рагиб Беюкага оглы
Рагиб Беюкага оглы Бейляров (азерб. Rahib Böyükağa oğlu Bəylərov; род. 25 октября 1985, Сиазаньский район) — азербайджанский боксёр, представитель средней и полутяжёлой весовых категорий. Выступал за сборную Азербайджана по боксу в период 2002—2012 годов, серебряный призёр чемпионата Европы, чемпион азербайджанского национального первенства, победитель и призёр многих турниров международного значения.

## Биография
Рагиб Бейляров родился 25 октября 1985 года в Сиазаньском районе.
Первого серьёзного успеха на международной арене добился в сезоне 2002 года, когда вошёл в состав азербайджанской национальной сборной и побывал на чемпионате Европы среди кадетов во Львове, откуда привёз награду серебряного достоинства, выигранную в зачёте полусредней весовой категории — в решающем финальном поединке был остановлен украинцем Сергеем Деревянченко.
В 2003 году на юниорском европейском первенстве в Варшаве вновь стал серебряным призёром, уступив в финале россиянину Заурбеку Байсангурову.
На чемпионате мира среди юниоров 2004 года в Южной Корее попасть в число призёров не смог, уже на стадии 1/8 финала проиграл российскому боксёру Давиду Арустамяну. Выступил на юниорском международном турнире «Сталинградская битва» в Волгограде, где дошёл до четвертьфинальных боёв.
В 2005 году в среднем весе одержал победу на турнире военнослужащих в Роттердаме и на Кубке стран-производителей нефти в Нижневартовске.
На чемпионате Европы 2006 года в Пловдиве завоевал серебряную медаль в категории до 75 кг, уступив в финале россиянину Матвею Коробову. Также добавил в послужной список серебряную награду, полученную на Кубке Анвара Чоудри в Баку — здесь в финале его победил узбек Эльшод Расулов. Боксировал и на Кубке мира в Баку, но неудачно — в трёх матчевых встречах проиграл таким боксёром как Руслан Сафиуллин, Эмилио Корреа, Деметриус Андраде.
В 2007 году на чемпионате мира в Чикаго выбыл из борьбы за медали уже на предварительном этапе.
Пытался пройти отбор на летние Олимпийские игры 2008 года в Пекине, но на европейских олимпийских квалификациях в Пескаре и Афинах успеха не добился, проиграв Даррену Сазерленду из Ирландии и Николаю Веселову из Белоруссии соответственно.
В 2009 году дошёл до четвертьфинала на Мемориале Умаханова в Махачкале.
На чемпионате Европы 2010 года в Москве уже в стартовом поединке среднего веса был остановлен турком Адемом Кылыччи. Был лучшим в зачёте азербайджанского национального первенства.
В 2011 году боксировал на Мемориале Бочкаи в Дебрецене, на международном турнире «Великий шёлковый путь» в Баку, где проиграл в четвертьфинале россиянину Дмитрию Биволу. При этом на европейском первенстве в Анкаре тоже добрался до четвертьфинала и потерпел здесь поражение от Адема Кылыччи.
Последний раз показал сколько-нибудь значимый результат в боксе в сезоне 2012 года, когда стал чемпионом Азербайджана в зачёте полутяжёлой весовой категории.